# Camden Point
Camden Point és una població dels Estats Units a l'estat de Missouri. Segons el cens del 2000 tenia 484 habitants.

## Demografia
Segons el cens del 2000, Camden Point tenia 484 habitants, 179 habitatges, i 146 famílies. La densitat de població era de 316,7 habitants per km².
Dels 179 habitatges en un 43,6% hi vivien nens de menys de 18 anys, en un 72,6% hi vivien parelles casades, en un 6,1% dones solteres, i en un 18,4% no eren unitats familiars. En el 14,5% dels habitatges hi vivien persones soles el 5,6% de les quals corresponia a persones de 65 anys o més que vivien soles. El nombre mitjà de persones vivint en cada habitatge era de 2,7 i el nombre mitjà de persones que vivien en cada família era de 3,02.
Per edats la població es repartia de la següent manera: un 28,7% tenia menys de 18 anys, un 7% entre 18 i 24, un 34,3% entre 25 i 44, un 22,7% de 45 a 60 i un 7,2% 65 anys o més.
L'edat mediana era de 34 anys. Per cada 100 dones de 18 o més anys hi havia 94,9 homes.
La renda mediana per habitatge era de 55.089 $ i la renda mediana per família de 57.344 $. Els homes tenien una renda mediana de 39.750 $ mentre que les dones 30.357 $. La renda per capita de la població era de 22.429 $. Entorn del 4,4% de les famílies i el 5% de la població estaven per davall del llindar de pobresa.

## Poblacions més properes
El següent diagrama mostra les poblacions més properes.